# Acradenia
Acradenia – rodzaj roślin z rodziny rutowatych (Rutaceae). Obejmuje dwa gatunki. A. euodiiformis jest drzewem występującym we wschodniej Australii, a A. frankliniae krzewem występującym na Tasmanii. Oba gatunki rosną w lasach. 
Oba uprawiane są jako rośliny ozdobne, przy czym A. euodiiformis tylko na obszarach o klimacie ciepłym. Nieco mniej wymagającym i szerzej rozprzestrzenionym gatunkiem (aczkolwiek też w klimacie łagodnym) jest A. frankliniae. Rośliny te uprawiane są jako atrakcyjne rośliny ozdobne, głównie ze względu na obfite kwitnienie i zimozielone liście. 

## Morfologia
PokrójA. frankliniae to krzew, a A. euodiiformis to drzewo osiągające do 30 m wysokości. Pędy pokryte są prostymi włoskami.
LiścieZimozielone, naprzeciwległe, trójlistkowe, po roztarciu o cierpkim zapachu.
KwiatyZebrane w baldachokształtne wiechy wyrastające w kątach liści i na szczytach pędów. Są promieniste, niewielkie i obupłciowe. Działek kielicha i płatków korony jest zwykle 5, rzadko 6 lub 7. Płatki są białe. Pręcików jest 10–14. Zalążnia jest górna, złożona z 5 komór, z dwoma zalążkami w każdej. Szyjka słupka krótka.
OwoceZ każdego kwiatu rozwija się od 1 do 5 mieszków połączonych nasadami i zawierających pojedyncze nasiona. Owoce osiągają do 8 mm długości.

## Systematyka
Pozycja według APweb (aktualizowany system APG IV z 2016)
Przedstawiciel podrodziny Toddalioideae w obrębie rodziny rutowatych (Rutaceae) należącej do rzędu mydleńcowców (Sapindales) reprezentującego dwuliścienne właściwe.
Wykaz gatunków
- Acradenia euodiiformis (F.Muell.) T.G.Hartley
- Acradenia frankliniae Kippist